# Campeonato Nacional da 1ª Divisão de Rugby
O Campeonato Português de Rugby - 1ª Divisão (designação atual desde a época 2006-07) é um campeonato de Rugby disputado anualmente, onde os doze participantes disputam uma vaga para o Divisão de Honra, sendo o último classificados despromovido à 2ª Divisão. Este torneio é realizado pela Federação Portuguesa de Rugby.

## Participantes em 2023–24
| Grupo Norte - Braga Rugby - CDUP "B" - CR Arcos de Valdevez - Guimarães RUFC | Grupo Centro - MRC Bairrada - Caldas RC - RC Santarém - CR Técnico | Grupo Sul - CR Évora - RC Loulé - RC Montemor - CR Setúbal |

## Campeonatos Anteriores
Dados da Federação
| Época             | Campeão                           | Vice                              | 3º Lugar                           |
| ----------------- | --------------------------------- | --------------------------------- | ---------------------------------- |
| 1963-64           | Agronomia Rugby                   | NA                                | NA                                 |
| 1964-65           | Clube de Rugby do Técnico         | NA                                | NA                                 |
| 1965-66 a 1968-69 | Não realizado                     | Não realizado                     | Não realizado                      |
| 1969-70           | CF OS Belenenses                  | NA                                | NA                                 |
| 1970-71           | AE Fac. Medicina Lisboa           | NA                                | NA                                 |
| 1971-72           | Clube de Rugby São Miguel         | NA                                | NA                                 |
| 1972-73           | Estrela da Amadora                | NA                                | NA                                 |
| 1973-74           | E.Regentes Agrícolas Coimbra      | NA                                | NA                                 |
| 1974-75           | SL Benfica B                      | NA                                | NA                                 |
| 1975-76           | SL Benfica B                      | NA                                | NA                                 |
| 1976-77           | CDUP Rugby                        | NA                                | NA                                 |
| 1977-78           | Estrela da Amadora                | NA                                | NA                                 |
| 1978-79           | CDUP Rugby                        | NA                                | NA                                 |
| 1979-80           | Clube de Rugby do Técnico         | NA                                | NA                                 |
| 1980-81           | GDS Cascais                       | NA                                | NA                                 |
| 1981-82           | GDS Cascais                       | NA                                | NA                                 |
| 1982-83           | Agronomia Rugby                   | NA                                | NA                                 |
| 1983-84           | SL Benfica                        | NA                                | NA                                 |
| 1984-85           | CDUP Rugby                        | NA                                | NA                                 |
| 1985-86           | Clube de Rugby do Técnico         | NA                                | NA                                 |
| 1986-87           | Universidade Livre                | NA                                | NA                                 |
| 1987-88           | AE Fac. Medicina do Porto         | NA                                | NA                                 |
| 1988-89           | CD Moitense                       | NA                                | NA                                 |
| 1989-90           | RC Loulé                          | NA                                | NA                                 |
| 1990-91           | CDUP Rugby                        | NA                                | NA                                 |
| 1991-92           | CR Arcos de Valdevez              | NA                                | NA                                 |
| 1992-93           | CR Évora                          | NA                                | NA                                 |
| 1993-94           | Académica de Coimbra              | CR Arcos de Valdevez              | NA                                 |
| 1994-95           | Agronomia Rugby                   | NA                                | NA                                 |
| 1995-96           | SL Benfica                        | NA                                | NA                                 |
| 1996-97           | GD Direito                        | NA                                | NA                                 |
| 1997-98           | AAUTAD                            | NA                                | NA                                 |
| 1998-99           | GDP C. Caparica                   | NA                                | NA                                 |
| 1999-00           | CDUL                              | NA                                | NA                                 |
| 2000-01           | AAUTAD                            | Rugby Clube de Montemor           | Caldas                             |
| 2001-02           | RC Lousã                          | CR Évora                          | Caldas                             |
| 2002-03           | CR Évora                          | Rugby Clube de Montemor           | AEFC Tecnologia                    |
| 2003-04           | GDS Cascais                       | Clube de Rugby do Técnico         | RC Lousã                           |
| 2004-05           | Clube de Rugby do Técnico         | CR Arcos de Valdevez              | RC Lousã                           |
| 2005-06           | GDS Cascais                       | CR Arcos de Valdevez              | RC Lousã                           |
| 2006-07           | Académica de Coimbra              | CR Évora                          | RC Lousã                           |
| 2007-08           | Clube de Rugby do Técnico         | RC Lousã                          | CR Évora                           |
| 2008-09           | Académica de Coimbra              | Vitória Futebol Clube             | CR Évora                           |
| 2009-10           | CR Évora                          | CR Arcos de Valdevez              | RC Lousã                           |
| 2010-11           | CDUP Rugby                        | GDS Cascais                       | CR Évora                           |
| 2011-12           | GDS Cascais                       | CR Arcos de Valdevez              | RC Lousã                           |
| 2012-13           | Rugby Clube de Montemor           | CR Évora                          | RC Lousã                           |
| 2013-14           | Caldas                            | RC Lousã                          | CR Évora & SL Benfica              |
| 2014-15           | RC Lousã                          | CR Évora                          | RC Santarém & SL Benfica           |
| 2015-16           | Rugby Clube de Montemor           | CR Évora                          | Santarém & SL Benfica              |
| 2016-17           | SL Benfica                        | CR Évora                          | RC Bairrada & CR Arcos de Valdevez |
| 2017-18           | CR Arcos de Valdevez              | CR S. Miguel                      | Guimarães RUFC & Caldas RC         |
| 2018-19           | RC Montemor                       | SL Benfica                        | RC Lousã & CR Evora                |
| 2019-20           | Não realizado (devido à covid-19) | Não realizado (devido à covid-19) | Não realizado (devido à covid-19)  |
| 2020-21           | CR Évora                          | RC Santarém                       | NA                                 |
| 2021-22           | RC Lousã                          | RC Santarém                       | NA                                 |
| 2022-23           | RC Montemor                       | Caldas RC                         | NA                                 |
| 2023-24           | Clube de Rugby do Técnico         | -                                 | -                                  |